# The Germs
The Germs – amerykańska grupa punkrockowa utworzona w 1976 roku w Los Angeles. Ich pierwszy singel „Forming” z 1977 roku uchodzi za pierwszy zapis tego rodzaju muzyki w Los Angeles.
Główny wczesny skład zespołu składał się z wokalisty Darby Crasha, gitarzysty Pata Smeara, basistki Lorny Doom i perkusisty Don Bollesa. Wydali tylko jeden album (GI), wyprodukowany przez Joan Jett, i pojawił się w następnym roku w filmie dokumentalnym Penelope Spheeris The Decline of Western Civilization, który był kroniką ruchu punków w Los Angeles.
Zespół rozpadł się po samobójstwie Crasha w 1980 roku. Ich muzyka miała wpływ na wiele późniejszych punkrockowych zespołów. Smear osiągnął większą sławę występując z Nirvaną i Foo Fighters.
W 2005 roku aktor Shane West został obsadzony w roli Crasha w biograficznym filmie Czym się zajmuje to tajne (What We Do Is Secret), zatytułowanym na podstawie piosenki Germs. Występował z Smearem, Doom i Bollesem na przyjęciu produkcyjnym do filmu, po którym Germs zreformował się z Westem jako wokalistą. Nowy skład zespołu kilkakrotnie koncertował w Stanach Zjednoczonych, w tym na Warped Tours w 2006 i 2008 roku.

## Historia

### Powstanie
Crash (z domu Jan Paul Beahm) i Smear (z domu Georg Ruthenberg) zdecydowali się założyć zespół po tym, jak zostali wyrzuceni z liceum za antyspołeczne zachowania i zły wpływ na innych uczniów. Ich oryginalna nazwa brzmiała „Sophistifuck and the Revlon Spam Queens”, ale musieli ją skrócić, ponieważ nie było ich stać na tyle liter na koszulce. Pierwszy (początkowo hipotetyczny) skład składał się z Beahma (wówczas znanego jako Bobby Pyn, a później jako Darby Crash) na wokalu, Ruthenberga (pod pseudonimem Pat Smear) na gitarze, Diany Grant na basie. i Michelle Baer grająca na perkusji. Ten skład nigdy nie grał przed żywą publicznością.
W kwietniu 1976 roku do zespołu dołączyła Lorna Doom (z domu Teresa Ryan) na basie, z przejściową członkinią Dottie Danger (później znaną jako Belinda Carlisle z Go-Go’s) na perkusji. Carlisle nigdy tak naprawdę nie grała z zespołem, ponieważ została odsunięta na bok przez atak mononukleozy na dłuższy czas. Zastąpiła ją jej przyjaciółka Donna Rhia (Becky Barton), która zagrała trzy koncerty i wystąpiła na ich pierwszym singlu. Carlisle pozostała przyjacielem i pomocnikiem zespołu (można ją usłyszeć, jak przedstawiała zespół na płycie Germicide: Live at the Whiskey, wyprodukowanej przez Kima Fowleya), odeszła tylko dlatego, że jej nowy zespół, The Go-Go’s, stał się popularny i, jak to ujęła: „Byłam bardzo zaniepokojona obecną heroiną”. Nickey Beat, z różnych znanych zespołów z Los Angeles, w tym The Weirdos, również przez jakiś czas grał na perkusji.
Pierwszy występ zespołu na żywo odbył się w Orpheum Theatre. Smear wspominał: „Robiliśmy hałas. Darby włożył mikrofon do słoika z masłem orzechowym. To było wyzwanie, nie mieliśmy żadnych piosenek ani nic! Lorna włożyła spodnie na lewą stronę, a Darby pokrył się czerwoną lukrecją... hałasowaliśmy przez pięć minut, aż nas wyrzucili”.
Początkowo zespół pozostawał muzycznie pod wpływem Iggy’ego Popa, Davida Bowiego, zespołów Ramones, Sex Pistols oraz New York Dolls. Muzyka zespołu była bardzo oszczędna ze względu na niskie umiejętności muzyków. Jedynie Smear potrafił trochę grać na swoim instrumencie, Lorna Doom starała się jakoś do tego dopasować, a Donna Rhia uderzała rytmicznie w bęben basowy, od czasu do czasu uderzając w talerz.
Wczesne występy były zazwyczaj naznaczone hałaśliwą publicznością złożoną z przyjaciół zespołu. W rezultacie ich koncerty stały się znane z hałaśliwych i zwykle graniczyły z zamieszkami.

### Nagrania
Pierwszy singel zespołu „Forming”, został nagrany na magnetofonie Sony w garażu Pata („Forming”) i na koncercie w klubie Roxy w Los Angeles („Sexboy”). Całość została opatrzona notatką na okładce: Ostrzeżenie: Te nagrania powodują nowotwór ucha. Singiel zawierał shamboliczny występ na stronie A oraz błotniste nagranie na żywo „Sexboy” na stronie B, nagrane w kinie Roxy do filmu „Z dymkiem". Piosenka nie została uwzględniona w filmie, podobnie jak zespół. Byli jedynym zespołem, do którego nie oddzwoniono, by wystąpił na żywo w „Bitwie Zespołów”, być może ze względu na to, że chaotyczny występ Germs w kinie Roxy spowodował walkę na jedzenie.
The Germs wbrew większości oczekiwań, opracowali dźwięk, który był bardzo wpływowy. Przez całą swoją karierę mieli reputację chaotycznego zespołu grającego na żywo. Crash często pojawiał się na scenie prawie niespójny od narkotyków, śpiewając wszędzie tylko nie do mikrofonu, drwiąc z publiczności między piosenkami, ale mimo to zapewniał intensywne występy teatralne i coraz bardziej muzyczne. Pozostali członkowie zespołu szczycili się podobnymi problemami, a wiele współczesnych recenzji mówiło o niespójności i pijackich wymiotach na scenie. Fani widzieli to jako część występu i rzeczywiście, zespół tak to przedstawiał, nawet tłukąc butelki i tarzając się po szkle.
Ostatni perkusista Don Bolles był bardzo dobrym technicznie muzykiem, co w połączeniu z amatorskim graniem Lorny Doom na gitarze basowej było przeciwstawne. Smear natomiast okazał się utalentowanym i sprawnym muzykiem. Crash ze swoimi umiejętnościami wokalnymi pozostał pod wpływem wokalisty The Screamers Tomata DuPlenty’ego. Ten skład zespołu często określany jest jako połączenie geniuszu z katastrofą.
Jeśli chodzi o brzmienie zespołu silny wpływ wywarł na nich zespół Zolar X, działający w Los Angeles w latach 1972–1980. Crash i Smear byli jego zagorzałymi fanami jeszcze w czasach przed The Germs. Zolar X grali szybko i mieli ostre brzmienie gitary, co później znalazło odbicie w nagraniach The Germs.
The Germs nagrali jeszcze dwa single i album pt. (GI). Producentką nagrań była Joan Jett z zespołu The Runaways.
The Germs wystąpili w dokumentalnym filmie The Decline of Western Civilization obok zespołów takich jak X, Black Flag, Fear, Circle Jerks, Alice Bag Band i Catholic Discipline.
Po ukazaniu się albumu (GI), zespół zarejestrował jeszcze sześć piosenek z producentem Jackiem Nitzschem na potrzeby ścieżki dźwiękowej do filmu Cruising z Alem Pacino w roli głównej. Ta sesja ukazała się dopiero na CD (MIA): The Complete Recordings w 1993 roku.
Zespół zakończył działalność w 1980 roku – 7 grudnia zmarł Darby Crash. Don Bolles później występował z zespołami Nervous Gender i 45 Grave. Smear grał w latach 80. m.in. z Niną Hagen, później już w latach 90. występował na koncertach razem z Nirvaną, a po śmierci Kurta Cobaina grał razem z Dave Grohlem w jego Foo Fighters.

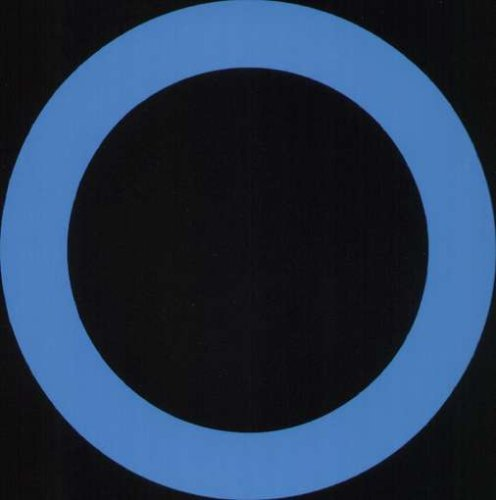
Logo zespołu

### Rozpad i samobójstwo Darby’ego Crasha
Koniec zespołu nastąpił, gdy Crash, który coraz bardziej niecierpliwił się wybrykami perkusisty Bollesa, zwolnił go i zastąpił swoim przyjacielem Robem Henleyem.
Krótko po rozpadzie Germs, Crash i Smear utworzyli krótkotrwały Darby Crash Band. Perkusista Circle Jerks, Lucky Lehrer, dołączył do zespołu w przeddzień ich pierwszego występu na żywo. Podczas próby dźwiękowej Darby wyrzucił perkusistę, z którym mieli próby. Zespół, określany przez Smeara jako „podobny do Germs, ale z gorszymi muzykami”, zagrał tylko kilka koncertów, zanim się rozpadł.
Niedługo po tym Crash skontaktował się ze Smearem w sprawie ponownego zjednoczenia Germsów. Crash powiedział mu, że chce zarobić na heroinę, którą mógłby popełnić samobójstwo. Ponieważ Crash wiele razy opisywał ten scenariusz w przeszłości, Smear nie traktował go poważnie.
3 grudnia 1980 r. Starwood był gospodarzem ostatniego koncertu Germs, w tym Bollesa. W pewnym momencie Crash powiedział zdumionym dzieciakom na widowni: „Zorganizowaliśmy ten koncert, abyście wy, młodzi mogli zobaczyć, jak to było, kiedy my zaczynaliśmy. Nie zobaczycie takiego koncertu już nigdy”
Crash popełnił samobójstwo 7 grudnia 1980 roku w wieku 22 lat. Nie zgłoszono wówczas, że Crash przedawkował heroinę w pakcie samobójczym z bliską przyjaciółką Casey „Colą” Hopkins, która przeżyła. Później upierała się, że nie chciał, żeby ona żyła, ani też nie zmienił zdania w ostatniej chwili i nie zamierzał żyć. Według Spina, apokryficzna legenda mówi, że Crash spróbował napisać na ścianie „Tu spoczywa Darby Crash”, kiedy leżał umierając, ale nie skończył. W rzeczywistości napisał krótką notatkę do Davida „Bosco” Danforda, o treści: „Moje życie, moja skóra, moja miłość należy do Bosco”

### Po rozpadzie

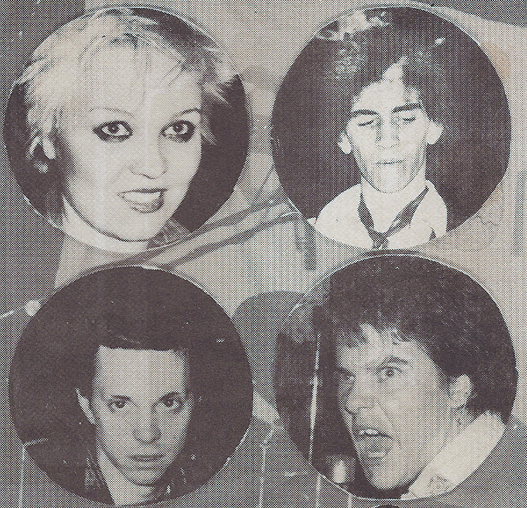
The Germs w 1979

Bolles grał z kilkoma innymi zespołami z L.A., w tym z Nervous Gender, 45 Grave, Celebrity Skin i Ariel Pink. Jesienią 2009 roku Bolles dołączył do obsady punków, modów i rockerów z serii Oblivion
W 1993 roku Slash wydał (MIA): The Complete Anthology, z notatkami Pleasant Gehman.
Smear grał z Nirvaną podczas ich ostatniego roku, po śmierci Kurta Cobaina z Mikiem Wattem, a następnie z Foo Fighters.
W 1996 roku ukazał się album zatytułowany A Small Circle of Friends, na którym znalazły się m.in. utwory Watta, Free Kitten, Melvinów, Meat Puppets wraz z wersją „Circle One ” w wykonaniu Smeara i Hole pod nazwą „the Holez".

### Film biograficzny i reaktywacja (2000-)
W 2004 roku, piosenka The Germs Lexicon Devil została użyta w grze wideo Tony Hawk’s Underground 2.
W sierpniu 2005 roku rozpoczęła się praca na filmem biograficznym Darby’ego Crasha i The Germs. W rolę Crasha wcielił się aktor Shane West.
Z tej okazji zespół został reaktywowany i na przełomie lipca i sierpnia 2006 roku wystąpił w klubach m.in. w Detroit, Chicago, Nowy Jork, Bostonie, Cleveland z Shane’em Westem jako wokalistą.
Wielu muzyków (m.in. NOFX) poddało ostrej krytyce decyzję Smeara, Doom i Bollesa dotyczącą reaktywacji The Germs bez Darby’ego Crasha, którego zastąpili aktorem. W podobnym tonie wyraził swoje zdanie na ten temat były wokalista Dead Kennedys Jello Biafra.

## Członkowie

### Ostatni skład
- Pat Smear – gitara, wokal (1976–1980, 2005–2009, 2013)
- Don Bolles – perkusja (1978–1980, 2005–2009, 2013)
- Charlotte Caffey – gitara basowa (2013)

### Byli członkowie
- Darby Crash – wokalista (1976–1980; zmarł w 1980)
- Michelle Baer – perkusja (1976)
- „Dinky” – gitara basowa (1976)
- Lorna Doom – gitara basowa (1976–1980, 2005–2009; zmarła w 2019)
- Dottie Danger – perkusja (1977)
- Donna Rhia – perkusja (1977)
- David Winogrond – perkusja (1977)
- Cliff Hanger – perkusja (1977–1978)
- D.J. Bonebrake – perkusja (1978)
- Nicky Beat – perkusja (1978)
- Rob Henley – perkusja (1980)
- Shane West – wokalista (2005–2009)

## Dyskografia

### Albumy studyjne
- (GI) (1979, Slash Records)

### Albumy koncertowe
- Germicide (1981)
- Rock 'N' Rule (1986, XEX Records)
- Live at the Starwood Dec 3, 1980 (2010)
- Live at the Starwood 12/3/80 (podwójna LP), (2019 Rhino Entertainment Company, Run Out Groove)

### Albumy kompilacyjne
- Germs (MIA) – The Complete Anthology (1993)
- Media Blitz (1993, Cleopatra Records)

### Utwory w albumach kompilacyjnych
- Tooth and Nail (1979, Upsetter Records)
- Yes L.A. 12" EP (1979, Dangerhouse Records)
- Life Is Beautiful So Why Not Eat Health Foods (1981, New Underground Records)

### EPki
- Lexicon Devil (1978, Slash Records)
- What We Do Is Secret? (1981, Slash Records)
- (DCC) 7" EP (1992, Rockville/Gasatanka Records)

### Single
- „Forming” (1977, What? Records)

### Albumy kompilacyjne różnych wykonawców
- Tooth and Nail (1979) – utwory: „Manimal”, „Dragon Lady” i „Strange Notes”
- The Decline of Western Civilization Soundtrack (1981) – utwór: „Manimal”

### Utwory w ścieżkach dźwiękowych
- Zadanie specjalne (1980, Lorimar Records; utwór „Lions Share”)[1]
- The Decline of Western Civilization (1980, Slash Records; utwór „Manimal”)[2]
- Grand Theft Auto V (utwór „Lexicon Devil”)[3]